# Flight of the Amazon Queen
Flight of the Amazon Queen is een grafisch avonturenspel ontwikkeld door Interactive Binary Illusions en oorspronkelijk uitgebracht als commerciële software in 1995 voor Amiga en DOS.
De interface van het spel lijkt sterk op de avonturenspellen van LucasArts uit dezelfde periode. De locaties en situaties zijn vergelijkbaar met die in de Monkey Island-reeks, in tegenstelling tot de personages die meer een Indiana Jonesgehalte hebben. Zo is het hoofdpersonage een avonturier die onder andere schrik heeft van slangen en zijn er Duitse wetenschappers die proeven uitvoeren op mensen.

## Synopsis
Het spel start in Rio de Janeiro omstreeks 1949. De speler bestuurt het personage Joe King, een freelance piloot van het vliegtuig The Amazon Queen. Hij wordt ingehuurd door de beroemde actrice Faye Russel om haar over te brengen naar een fotoshoot ergens in het amazonewoud. Tijdens de vlucht wordt het vliegtuig geraakt door de bliksem waardoor de motor uitvalt en men een noodlanding in het woud dient te maken.
Joe beklimt een nabijgelegen bergtop en heeft zo een overzicht over het oerwoud. Zo ontdekt hij op de berg onder andere de locaties van een Amazonen-stad, een Pygmeeëndorpje en de "Flöda Company". Dit laatste is een Duits bedrijf dat lederhosen fabriceert. Later blijkt dit echter een dekmantel te zijn: in werkelijkheid wordt de fabriek gebruikt om de vrouwelijke amazones te muteren naar dinosaurussen. Met dit leger van dinosaurussen wil een gekke wetenschapper de wereld overnemen.
Het is aan Joe de taak om de experimenten te stoppen, zijn vliegtuig te repareren en Faye over te brengen naar de fotoshoot.

## Versies
Het spel werd als commerciële software uitgebracht in 1995 voor:
- Amiga: enkel beschikbaar op diskettes.
- DOS: naast de diskette-versie werd er ook een cd-rom-versie uitgebracht. Deze cd-rom bevat niet enkel een ingesproken versie van het spel, maar ook een minigame waar veel mensen het bestaan niet af weten omdat het niet rechtstreeks op te starten is vanuit het hoofdspel. In de folder INTERVIE staat een bestand QUEEN.1 dat een spel bevat waarin de personages uit "Flight of the Amazon Queen" een interview trachten te regelen met de ontwikkelaars van het spel. Daarnaast bevat deze minigame enkele locaties en spoilers van het hoofdspel.

Het spel werd heruitgebracht in maart 2004 als vrije software en werd tevens toegevoegd tot ScummVM zodat het ook speelbaar werd op onder andere Linux, Mac OS X en Windows. Ook de minigame kan vanuit ScummVM worden opgestart.
In 2009 werd het spel weer als commerciële software uitgebracht voor iPhone en iPod Touch via iTunes.